# Rosyth
Rosyth (/rɵˈsaɪθ/; Scottish Gaelic: Ros Saidhe or Ros Saoithe) è una località situata sul Firth of Forth, in Scozia, a meno di cinque chilometri dal centro di Dunfermline. Secondo una statistica del 2008, il centro abitato ha una popolazione di 12.790 abitanti. 
Fondata come città giardino venne costruita a partire dal 1909 per far parte della città portuale di Dunfermline. Attualmente, vi fa capo l'unico servizio di traghetto diretto tra la Scozia e l'Europa continentale, riattivato nel maggio 2009 dalla Norfolkline. L'abitato di Rosyth è ormai connesso con quello della vicina Inverkeithing, separata solo dall'autostrada M90. La città è anche servita dalla Fife Circle Line.